# Łaziska (województwo śląskie)
Łaziska (niem. Lazisk) – wieś w Polsce położona w województwie śląskim, w powiecie wodzisławskim, w gminie Godów. Miejscowość ta zajmuje powierzchnię 775 ha i zamieszkuje ją 1718 osób. Przepływa przez nią rzeka Leśnica.
W latach 1975–1998 miejscowość położona była w województwie katowickim. Dla odróżnienia od miasta Łaziska Górne spotyka się cztery różne wersje pełnej nazwy wsi: „Łaziska Wodzisławskie”, „Łaziska Rybnickie”, „Łaziska Śląskie” i „Łaziska nad Olzą”.

## Historia
Łaziska są położone na Górnym Śląsku na historycznej ziemi wodzisławskiej uformowanej już w średniowieczu. Od końca XV aż do XIX wieku Łaziska należały do Wodzisławskiego Państwa Stanowego. W 1467 r. wzniesiono we wsi drewniany kościół.
W wyniku wojen śląskich Łaziska wraz z całą ziemią wodzisławską znalazły się w Królestwie Pruskim.
Topograficzny opis Górnego Śląska z 1865 roku notuje stosunki ludnościowe na terenie wsi – „«Lazisk enthalt in 103 Haushaltungen 543 nur der polnischen Sprache (...)», czyli w tłumaczeniu na język polski „Łazisk zawiera 103 gospodarstwa domowe z 543 mieszkańcami mówiącymi tylko w języku polskim (...)”.
W 1922 roku wieś została włączona do II Rzeczypospolitej.
14 lutego 1959 wyprostowano odcinek graniczny między Polską i Czechosłowacją (pola uprawne po prawej stronie rzeki Olzy należące do gminy Wierzniowice w powiecie frysztackim) na wysokości gromad Godów i Gorzyce w powiecie wodzisławskim w woj. katowickim, przez co część Śląska Cieszyńskiego znalazła się w granicach Łazisk (a część Łazisk włączono do Czechosłowacji).
W zachodniej części miejscowości umiejscowiony jest węzeł autostradowy Gorzyce oraz przebiega tam fragment autostrady A1.

## Zabytkowy kościół w Łaziskach
W Łaziskach znajduje się drewniany kościół pod wezwaniem Wszystkich Świętych. Przeprowadzone w 2008 r. badania dendrochronologiczne wykazały, że nawa i prezbiterium kościoła zostały wzniesione w konstrukcji zrębowej w 1467 r. Z tego czasu pochodzi też wspólna dla obu części więźba dachowa typu małopolskiego. W 1507 r. przy świątyni wybudowano wieżę, której górna partia, obejmująca izbicę i baniasty hełm, powstała już jednak w okresie baroku (XVIII w.). W 1998 r. wewnątrz kościoła odkryto polichromię z 1560 r. Odsłonięte fragmenty malowidła przedstawiają sceny ze Starego i Nowego Testamentu. Kościół w Łaziskach należy do grupy najcenniejszych zabytków drewnianej architektury sakralnej w Polsce.

## Turystyka

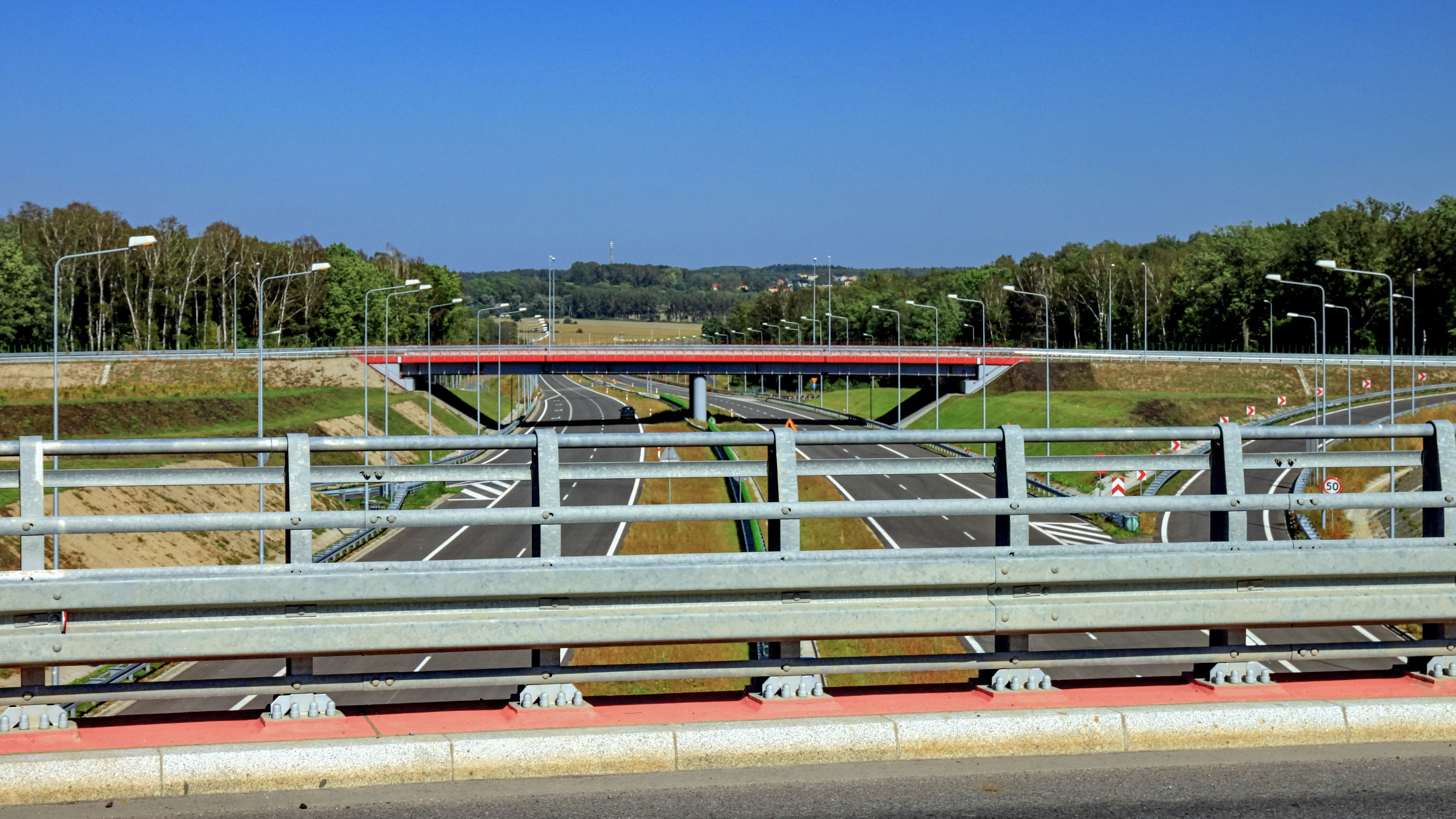
Widok na autostradę A1

Przez miejscowość przebiega międzynarodowa trasa rowerowa EuroVelo 4 (Szlak Europy Centralnej) – w Polsce wyznakowana jako R-4 , obecnie od granicy polsko-czeskiej do Krakowa. Trasa ta ma w gminie wspólny przebieg z  czerwoną trasą rowerową nr 24, tzw. Pętlą rowerową Euroregionu Śląsk Cieszyński.

## Edukacja
W Łaziskach znajduje się szkoła podstawowa im. Mikołaja Kopernika. Szkoła ta została wybudowana w 1927 r.